# 德国11号高速公路
德国11号高速公路（Bundesautobahn 11，简称BAB 11或A 11）是德国的一条高速公路，始于首都柏林，终于goerlitz。德国11号高速公路全长112千米，最初建于1936年。该高速也是欧洲E28公路的一部分。